# Anania flavimacularis
Anania flavimacularis is een vlinder van de familie van de grasmotten (Crambidae). De wetenschappelijke naam van deze soort is voor het eerst voorgesteld als Mutuuraia flavimacularis door Dan-Dan Zhang, Hou-Hun Li en Shi-Mei Song in een publicatie uit 2002.
De soort komt voor in China (Yunnan).